# 21. prosinca
21. prosinca (21. 12.) 355. je dan godine po gregorijanskom kalendaru (356. u prijestupnoj godini).
Do kraja godine ima još 10 dana.

## Događaji
- 1920. – Izbila rudarska pobuna u BiH, Husinska buna.
- 1941. – u mjestu Rudo (BIH) osnovana je Prva proleterska brigada NOVJ-a, što je ujedno bio i početak JNA, oružanih snaga buduće Demokratske Federativne Jugoslavije.
- 1954. – Utemeljen Muzej suvremene umjetnosti u Zagrebu.
- 1958. – Charles de Gaulle izabran za predsjednika Francuske.
- 1958. – Prvo emitiranje danas najgledanije HRT-ove emisije Plodova zemlje.
- 1968. – Apollo 8 lansiran u Mjesečevu orbitu.
- 1971. – Sveučilišna skupština bira Ivana Zvonimira Čička (studirao je na Pravnom i Filozofskom fakultetu) za prvog studenta prorektora u 300-godišnjoj povijesti sveučilišta u Hrvata.
- 1983. – Na Splitskom Poljudu odigrana utakmica kvalifikacija za Europsko prvenstvo u nogometu 1984. između Jugoslavije i Bugarske. Jugoslavija je pogotkom Radanovića u posljednjoj minuti osigurala pobjedu (3:2) te se tako uspjela kvalificirati. Utakmica je poznata po uzviku Mladena Delića: Pa je li to moguće, ljudi moji! Uzvik se ustalio u svakodnevnom sportskom žargonu Hrvatske.
- 1988. – Nad Lockerbieom u Škotskoj eksplodirala bomba podmetnuta u zrakoplov, pri čemu je smrtno stradalo 270 ljudi.
- 1990. – Službeno je proglašena Zastava Republike Hrvatske, koja se sastoji od triju jednako širokih vodoravnih pruga crvene, bijele i plave boje s grbom Republike Hrvatske u sredini.
- 1990. – Samoproglašena vlada pobunjenih hrvatskih Srba na čelu s Milanom Babićem objavila je osnutak Srpske autonomne oblasti Krajine.
- 2007. – Zona slobodnog kretanja ljudi u EU proširena na 9 novih država članica: Sloveniju, Češku Republiku, Slovačku Republiku, Estoniju, Litvu, Latviju, Maltu, Poljsku i Mađarsku.
- 2014. – Sveta Stolica pokrenula je proces beatifikacije četvorice svećenika Banjolučke biskupije koje su četnici ubili početkom i tijekom Drugoga svjetskog rata, župnika u Gumjeri kod Prnjavora Antuna Dujlovića, župnika u Drvaru Waldemara Maksimilijana Nestora, župnika u Krnjeuši kod Bosanskog Petrovca Krešimira Barišića i župnika u Bosanskom Grahovu Jurja Gospodnetića.[1][2]

| - 1639. – Jean Racine, književnik - 1873. – Benjamin Disraeli, britanski političar († 1881.) - 1873. – Blagoje Bersa, hrvatski skladatelj i glazbeni pedagog († 1934.) - 1879. – Josif Visarionovič Staljin, sovjetski političar i državnik († 1953.) - 1890. – Hermann Joseph Muller, američki genetičar i nobelovac († 1967.) - 1914. – Ivan Generalić, hrvatski slikar naive († 1992.) - 1937. – Jane Fonda, američka glumica - 1940. – Frank Zappa, američki glazbenik († 1993.) - 1948. – Samuel L. Jackson, američki glumac - 1948. – Carol Potter, američki glumica - 1955. – Jane Kaczmarek, američka glumica - 1957. – Ray Romano, američki glumac | - 1375. – Giovanni Boccaccio, talijanski književnik (* 1313.) - 1597. – Petar Kanizije, nizozemski svetac (* 1521.) - 1839. – Andrija Dũng-Lạc, vijetnamski svetac (* oko 1785.) - 1903. – Ivo Benko, prvi hrvatski profesionalni astronom, koji je zaslužio svoje mjesto u povijesti astronomije opažanjem kojim je dokazao da Zemlja nema drugi, tamni, prirodni satelit - 1940. – F. Scott Fitzgerald, američki književnik (* 1896.) - 1945. – George Smith Patton, američki general (* 1885.) - 1955. – Milan Marjanović, hrvatski književnik, političar, filmski djelatnik (* 1879.) - 1986. – Ivo Vitić, hrvatski arhitekt (* 1917.) - 2006. – Saparmurat Nijazov, turkmenski predsjednik (* 1940.) - 2012. – Krsto A. Mažuranić, hrvatski književnik i prevoditelj (* 1942.) |